# Copa tanzana de futbol
La copa tanzana de futbol (Tanzania FA Cup o Azam Sports Federation Cup, Nyerere Cup fins 2002) és la màxima competició futbolística per eliminatòries de Tanzània. És organitzada per la Football Association of Tanzania. Fou creada l'any 1974.
Durant el període colonial s'havien disputat altres competicions de copa (des dels anys 40) anomenades: Higgynson Cup, Pall Mall Cup, Sunlight Cup, Janmohamed Cup.

## Historial
Font:
Nyerere Cup
- 1974: JKU FC (Zanzibar)
- 1975: Young Africans FC (Dar es Salaam)
- 1976: Rangers International (Dar es Salaam)
- 1977: KMKM (Zanzibar)
- 1978: Pan African FC (Dar es Salaam)
- 1979: Pan African FC (Dar es Salaam)
- 1980: Coastal Union (Tanga)
- 1981: Pan African FC (Datr-es-Salaam)
- 1982: KMKM (Zanzibar)
- 1983: KMKM (Zanzibar)
- 1984: Simba SC (Dar es Salaam)
- 1985: Miembeni SC (Zanzibar)
- 1986: Miembeni SC (Zanzibar)
- 1987: Miembeni SC (Zanzibar)
- 1988: Coastal Union (Tanga)
- 1989: Pamba FC (Mwanza)
- 1990: Small Simba SC (Zanzibar)
- 1991: Railways SC (Morogoro)
- 1992: Pamba FC (Mwanza)
- 1993: Malindi FC (Zanzibar)
- 1994: Young Africans FC (Dar es Salaam)
- 1995: Simba SC (Dar es Salaam)
- 1996: Sigara (Dar es Salaam)
- 1997: Tanzania Stars (Dar es Salaam)
- 1998: Tanzania Stars (Dar es Salaam) 2-1 Prisons SC (Mbeya)
- 1999: Young Africans FC (Dar es Salaam)
- 2000: Simba SC (Dar es Salaam)
- 2001: Polisi (Zanzibar) 2-0 Young Africans FC (Dar es Salaam)
- 2002: JKT Ruvu Stars (Coast Region) 1-0 KMKM (Zanzibar)

Tanzània FA Cup
- 2015-16: Young Africans FC (Dar es Salaam) 3–1 Azam FC[2]
- 2016-17: Simba SC (Dar es Salaam) 2–1 (pr.) Mbao FC
- 2017-18: Mtibwa Sugar FC 3–2 Singida United FC[3]
- 2018-19: Azam FC
- 2019-20: Simba SC